# Ana Morales Moreno
Ana Morales Moreno (Barcelona, 1982 - ), conocida como Ana Morales, es una bailaora de flamenco, coreógrafa y directora de una compañía de baile. En 2022 fue reconocida con el Premio Nacional de Danza.

## Biografía
Ana Morales nació en Barcelona en 1982, ciudad en la que inició sus estudios de danza en el Conservatorio. De padre sevillano y madre melillense, a los 16 años se trasladó a Sevilla becada durante tres años por la Compañía Andaluza de Danza (CAD), por aquel entonces dirigida y coordinada por José Antonio Ruiz, donde continuó su formación de flamenco. Fue instruida por profesores como Rafael Campallo, Alejandro Granados, Juana Amaya, Eva Yerbabuena, Isabel Bayón Gamero y Andrés Marín Vargas, entre otros.

## Trayectoria profesional
Ana Morales debutó profesionalmente en el Teatro de La Maestranza en la Bienal de Sevilla 2000 en el espectáculo Puntales bajo la dirección de Antonio "El Pipa". En 2001 entró a formar parte de la Compañía Andaluza de Danza (CAD) y durante cuatro años recorrió distintos teatros y festivales nacionales e internacionales con los siguientes espectáculos: Encuentros, Picasso Paisajes y La Leyenda de José Antonio Ruiz, Cosas de Payos de Javier Latorre y Bodas de Sangre de Antonio Gades.
En 2004 formó parte del proyecto homenaje a Dalí, dirigido por José Antonio Ruiz y producido por la Junta de Andalucía y distintos festivales nacionales. Posteriormente, actuó en el Festival de Peralada, Festival de Santander y Festival de San Sebastián. En noviembre del mismo año viajó a Japón para impartir clases de baile y trabajar en varios teatros de la zona.
En 2005 colaboró como bailarina en la película Iberia, de Carlos Saura, y ¿Por qué se frotan las patitas? de Álvaro Bejines. Asimismo, trabajó como parte de la compañía de Javier Latorre en el espectáculo Triana, en el nombre de la rosa, para el Festival de Jerez de la Frontera (Cádiz);  y en la compañía de Andrés Marín en Asimetrías, y tomó parte en diversos festivales nacionales e internacionales como el de Alburquerque o Londres. En 2007, fue solista en Meridiana de Javier Barón, debutando en el Festival de Jerez, Mont Marsan y teatros de Madrid y Sevilla.
En 2008 formó parte del espectáculo flamenco Kahlo Caló de Amador Rojas, estrenado en el Teatro Villamarta de Jerez de la Frontera e inspirado en la vida y obra de la universal pintora mexicana Frida Kahlo, el cual fue también presentado también en la Bienal de Sevilla. En ese mismo teatro actuó como solista en el espectáculo Tiempo Pasado, dirigido por Juan Dolores Caballero "El Chino".
En 2010 estrenó su primera producción propia: De Sandalia a Tacón, en la Sala Compañía, dentro de la programación del Festival Flamenco de Jerez de la Frontera (Cádiz). Esta se inspira en la llegada de los gitanos a la Península y recrea el baile de las "puella gaditanae" o bailarinas gaditanas del siglo II antes de Cristo.
También participó en el XII Festival Internacional de Teatro de Bogotá, con el espectáculo Flamenco Actual, que fue representado en la XVI Bienal de Flamenco de Sevilla. En esta misma edición colaboró en calidad de solista en el espectáculo Vaivenes de Javier Barón, y con Rubén Olmo en Tranquilo Alboroto.
El 10 de septiembre de 2012 estrenó en el Centro Andaluz de Arte Contemporáneo (CAAC), dentro del cartel de la XVII edición de la Bienal de Flamenco de Sevilla, su segundo espectáculo en solitario titulado reciclARTE. El concepto es "Reutilizar" todos los elementos posibles, ya sean materiales o no, y crear "algo novedoso" a partir de "algo antiguo". En este espectáculo la artista emplea cuatro trajes fabricados por alumnos del Ceade que han utilizado materiales como papel, plástico, metal y arpillera y que responden a la modalidad de la moda ética, que recicla materiales para darles un nuevo uso.
En el año 2013 participó como solista de baile en el Festival Internacional de Música y Danza de Granada en el espectáculo Flamenco Hoy, del director cinematográfico Carlos Saura. Este espectáculo se estrenó en 2009 en los Veranos de la Villa de Madrid. Es el homenaje de Saura al flamenco y a grandes figuras como el bailaor y coreógrafo Antonio Gades y los cantaores Manolo Caracol y Antonio Mairena.
En septiembre de 2014 bailó en el espectáculo Lo cortés no quita lo gallardo, de José María Gallardo del Rey, en el marco del III Festival Internacional de Música de Cámara Ciutat de Cullera.
EL 6 de noviembre de 2014 presentó su tercer espectáculo llamado Callejón del agua, un montaje en el que recopila acontecimientos de diferentes espectáculos y de su vida que la han marcado, acompañada por el cante de Juan José Amador y Miguel Ortega, la guitarra de Jesús Guerrero y la percusión de Jorge Pérez "El Cubano".
El 13 de septiembre de 2015 estrenó en la sevillana Torre de don Fadrique Los pasos perdidos, una “suite de bailes sin hilo argumental, toda la técnica se pone al servicio del sentimiento”.
Hasta 2016 también ha sido bailaora solista del Ballet Flamenco de Andalucía bajo la dirección de Rafaela Carrasco.
El viernes 3 de marzo de 2017 colaboró con la compañía de David Coria en el espectáculo El encuentro en la XXI edición del Festival de Jerez.
El 21 de marzo de 2017 actuó en el Teatro Central de Sevilla en la 20 edición de Flamenco Viene del Sur, patrocinada por la Consejería de Cultura, con su espectáculo Una Mirada lenta, que recopila sus hasta entonces 15 años de trabajo en el mundo del baile flamenco, desde que empezara con Antonio "El Pipa" . Para dicho espectáculo, contó con David Coria como artista invitado.

## Premios y reconocimientos
Ana Morales ganó el primer premio al baile libre por Malagueñas en el Concurso nacional de Baile Flamenco de La Perla de Cádiz.
En agosto de 2009, obtuvo el premio El Desplante en la categoría de baile, en la XLIX Edición del Festival Internacional de Cante de las Minas de la Unión, Murcia. En octubre de 2022, fue galardonada con el Premio Nacional de Danza junto a Andrés Marín.